# 96 км
96 км (рос. 96 км) — селище у складі Топкинського округу Кемеровської області, Росія.

## Населення
Населення — 4 особи (2010; 11 у 2002).
Національний склад (станом на 2002 рік):
- росіяни — 91 %